# Fool (Elvis Presley)
Fool è un brano musicale interpretato da Elvis Presley, scritto da Carl Sigman e James Last, pubblicato come singolo nel 1973, estratto dall'album Elvis del medesimo anno.

## Il brano
Il pezzo è un adattamento da parte del cantautore Carl Sigman di una composizione di James Last, intitolata No Words. Negli Stati Uniti fu pubblicato su singolo come lato B del 45 giri Steamroller Blues.. Nel Regno Unito invece, i due lati del singolo furono ribaltati, con Fool come lato A e Steamroller Blues come B-side. Fool trascorse 10 settimane nella UK Singles Chart, raggiungendo come massima posizione la numero 15 l'11 agosto 1973.
Nella classifica statunitense Billboard Hot 100 il singolo Steamroller Blues / Fool, raggiunse la posizione numero 17 nella settimana del 2 giugno 1973.

## Critica
La rivista Billboard recensì il singolo il 7 aprile 1973, definendolo una "forte ballata in stile country rock, seguendo la linea delle altre ballate di successo di Presley." La rivista fece anche notare il "buon potenziale da classifica" dell'altro lato del singolo (Steamroller Blues di James Taylor).